# Hanna Ścisłowska
Hanna Ścisłowska (ur. 17 czerwca 1969 w Kołobrzegu) – polska historyk sztuki, artysta grafik, muzyk, perkusistka zespołu Oczi Cziorne w latach 1989–1992. Uprawia grafikę artystyczną, grafikę komputerową, kolaż i grafikę użytkową.
Hanna Ścisłowska jest córką Barbary Konarskiej (1942–2022). Mieszka w Gdańsku.

## Życiorys
W 1989 roku ukończyła Państwowe Liceum Sztuk Plastycznych w Gdyni Orłowie. W 2006 roku ukończyła naukę w Tresham College w Kettering (Wielka Brytania) uzyskując międzynarodowy certyfikat (Skills for Life – Unit Certificate) English for Speakers of Other Languages na University of Cambridge (Wielka Brytania). W 2018 roku ukończyła studia I stopnia w Instytucie Historii Sztuki Uniwersytetu Gdańskiego i podjęła studia II stopnia na tym samym kierunku, które ukończyła w 2021 roku wykonując pracę dyplomową pod kierunkiem Prof. dr. hab. Mirosława Piotra Kruka. W 2024 roku ukończyła studia podyplomowe w Wyższej Szkole Kształcenia Zawodowego we Wrocławiu w zakresie: Przygotowania pedagogicznego z wynikiem bardzo dobrym wykonując pracę dyplomową zatytułowaną "Nauczanie Historii Sztuki i jej znaczenie w życiu człowieka-warsztat pracy nauczyciela". 
W 1989 roku założyła żeńską grupę rockową: DU MAKA DU, która działała na przełomie lat 80. i 90. pod szyldem Gdańskiej Sceny Alternatywnej.

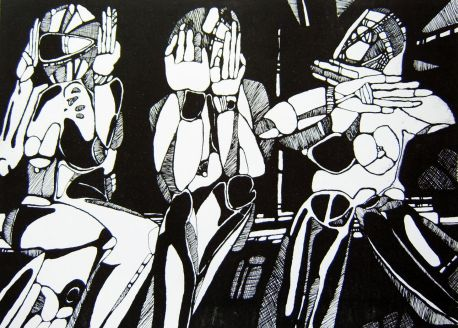
Hanna Ścisłowska, 3 Wenus, rysunek piórkiem, tusz, zbiory własne, 2002 r.

Z zespołem Oczi Cziorne wystąpiła na Międzynarodowym Festiwalu Żeńskich Zespołów „Miss Rock Europe” (International Festival of Female Rock-Music) w Kijowie (1990), na którym zespół zdobył I nagrodę jako najlepszy zespół żeński w Europie. Również z zespołem Oczi Cziorne zagrała na Festiwalu Polskiej Piosenki w Opolu w 1991 roku (koncert gwiazd, dzień rockowy).

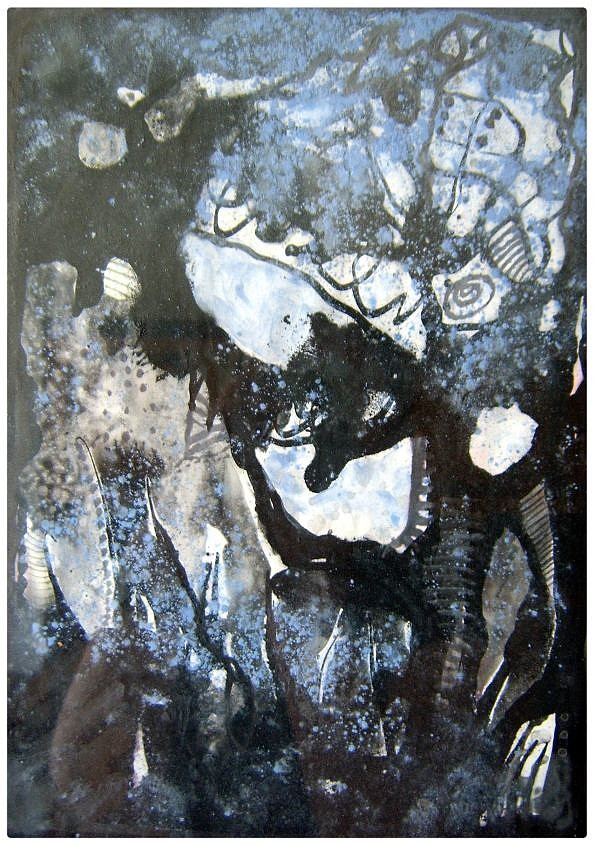
Hanna Ścisłowska, Tajemniczy ogród, rysunek piórkiem, tusz, zbiory własne, 2004 r.

Brała udział w nagraniach szeregu programów telewizyjnych oraz teledysków zrealizowanych przez Yach Film, m.in. w programie 30-minutowym o zespole Oczi Cziorne (wielokrotnie emitowanym w tamtych latach w programach TVP3 Gdańsk i TVP2) oraz w nagraniu jednego z najważniejszych klipów w historii zespołu do piosenki „Kryminał”. Za teledysk „Kryminał” zespół zdobył II nagrodę na Festiwalu Polskich Wideoklipów Yach Film w 1991 roku, a Ścisłowska zdobyła statuetkę „Srebrnego Yacha” za najlepszą drugoplanową rolę żeńską (jury, przewodniczący: Maciej Dejczer – reżyser, Grzegorz Skawiński – muzyk, gitarzysta).
Z zespołem Oczi Cziorne zagrała wiele koncertów, brała udział w nagraniach i telewizyjnych programach muzycznych oraz wydarzeniach artystycznych Gdańskiej Sceny Muzycznej.
W kolejnych latach występowała gościnnie m.in. z zespołem For Dee (recital w klubie Non Stop w Sopocie) oraz z zespołem Tamerlane (na Międzynarodowym Festiwalu Piosenki w Sopocie w 1992 roku).
Kilka lat była związana z Wydawnictwem Phantom Press i pracowała jako pomysłodawca i redaktor prowadzący serii książek: Kucharz Polski. Jest autorką pierwszej części: „Najlepsi Kucharze Gdańscy Polecają” (Phantom Press 1994).

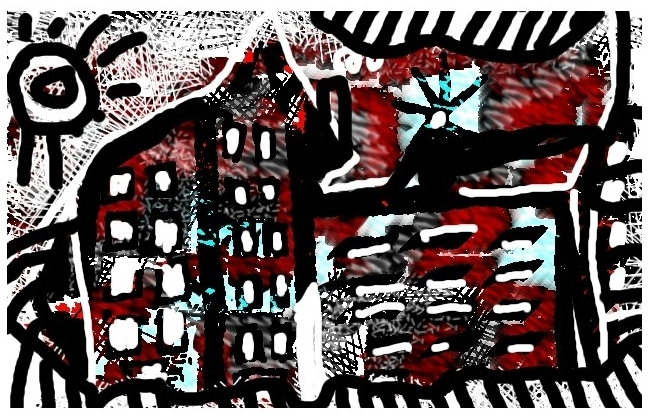
Hanna Ścisłowska, Moje osiedle, grafika cyfrowa, zbiory własne, 2017 r.

W roku 1995 zagrała epizodyczną rolę w serialu Radio Romans.
W 2015 roku została zaproszona do udziału w wywiadach dotyczących koncertów i wydarzeń muzycznych w Jarocinie, zebranych w książce Grzegorza Witkowskiego „Grunt to bunt”. W międzyczasie i w kolejnych latach brała udział w zdjęciach do filmu o Trójmiejskiej Scenie Alternatywnej zrealizowanym przez Jana Paszkiewicza i Radosława Jachimowicza w Yach Film.

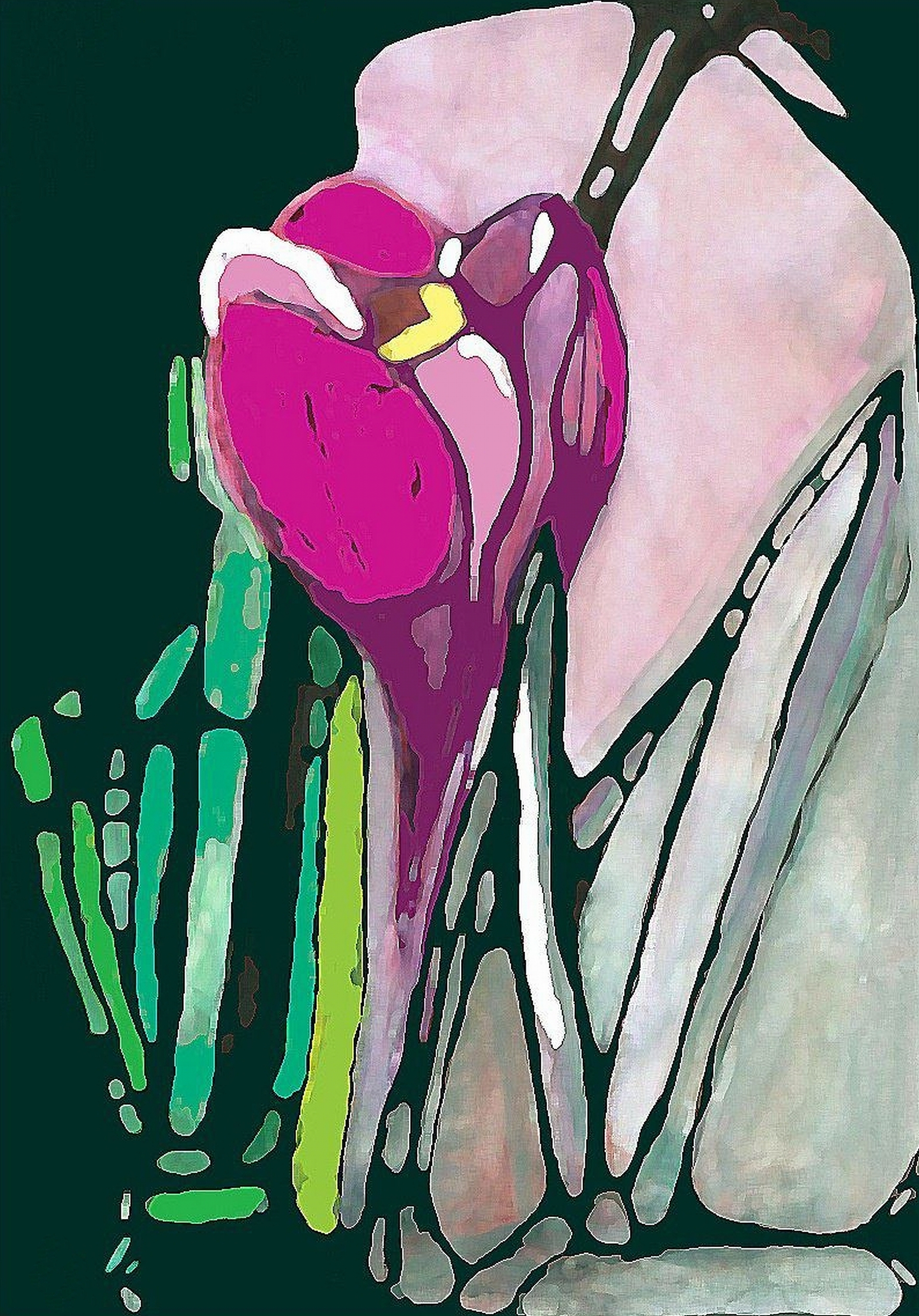
Hanna Ścisłowska, Krokus, akryl i tempera na papierze, obróbka cyfrowa, Galeria Arteonu, 2017 r.

W 2017 roku polski magazyn o sztuce „Arteon”, opublikował na swoich łamach w galerii arteonu jedną z prac artystki pt. „Krokus”.
W październiku 2020 na łamach czasopisma gdańskiej Akademii Sztuk Pięknych „Akademia w Mieście”, ukazał się artykuł jej autorstwa „O okładkach płytowych Trójmiejskiej Sceny Alternatywnej”. W 2020 roku polski dziennikarz i krytyk muzyczny Rafał Księżyk w swojej książce „Dzika Rzecz. Polska muzyka i transformacja. 1989-1993” poświęcił rozdział wybranym wydarzeniom z działalności zespołu Oczi Cziorne. W styczniu 2022 w Sztuka (czasopismo) ukazała się część pierwsza artykułu autorstwa Hanny Ścisłowskiej „Niezwykłe okładki płyt gramofonowych Trójmiejskiej Sceny Alternatywnej”, a w czerwcu część druga. W maju 2023 roku na łamach Wydawnictwa Naukowego ArchaeGraph ukazała się monografia autorstwa Hanny Ścisłowskiej "Kościół Matki Bożej Królowej Korony Polskie. Dzieje, charakterystyka i geneza formy architektonicznej w świetle analizy porównawczej".               W czerwcu 2024 roku ukazała się monografia "Chrystus Frasobliwy w drewnianej rzeźbie sakralnej i polskiej rzeźbie ludowej".
W czerwcu 2025 roku Hanna Ścisłowska była kuratorką pierwszej wystawy retrospektywnej nieżyjącej malarki współczesnej Barbary Konarskiej w Galerii w Zaułku w Gdańsku. 07 czerwca odbył się wernisaż, a wystawę można było zwiedzać w dniach: 07-13 czerwca 2025 roku.

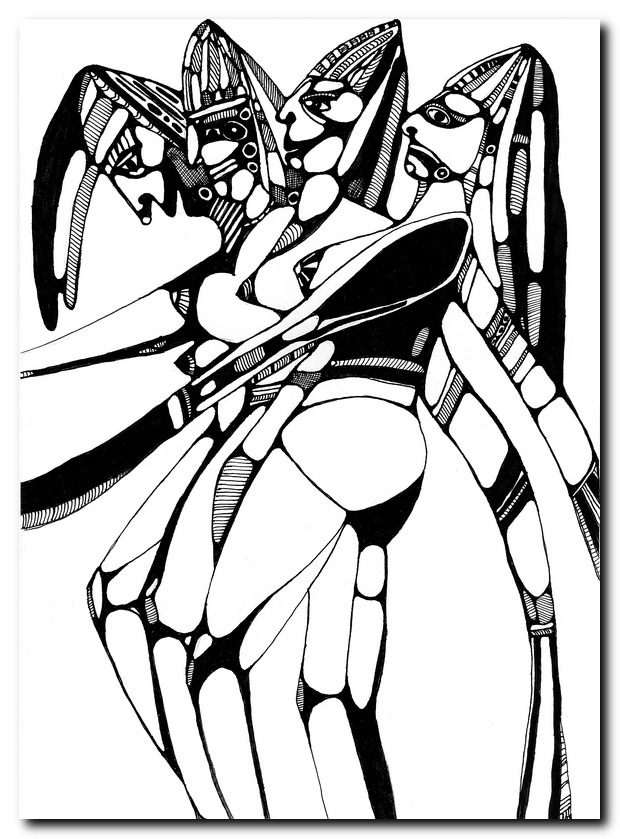
Hanna Ścisłowska, Taniec z gwiazdami, rysunek piórkiem, tusz, zbiory własne, 2014 r.

W dorobku artystycznym ma kilka zbiorowych wystaw zorganizowanych przez Stowarzyszenie Era-Art w Gdyni.

## Wybrane wystawy zbiorowe
- 2000 – „Pokolenia – matki i córki”, zbiorowa wystawa malarstwa, tkaniny i rzeźby (Gdyńskie Centrum Organizacji Pozarządowych), Gdynia[32].
- 2005 – „Pokolenia”, wystawa zbiorowa malarstwa, tkaniny i grafiki, lokal artystyczny Tygiel, Gdynia[33][34]
- 2009 – „Anioły”, wystawa zbiorowa, Galeria Profile, Gdynia[35].
- 2010 – „Pokolenia Solidarności”, wystawa zbiorowa, lokal artystyczny Tygiel (zorganizowana z okazji 30-lecia Solidarności), Gdynia[3]
- 2014 - wystawa zbiorowa, Galeria Lindenau w Gdańsku (już nie istnieje)[36].

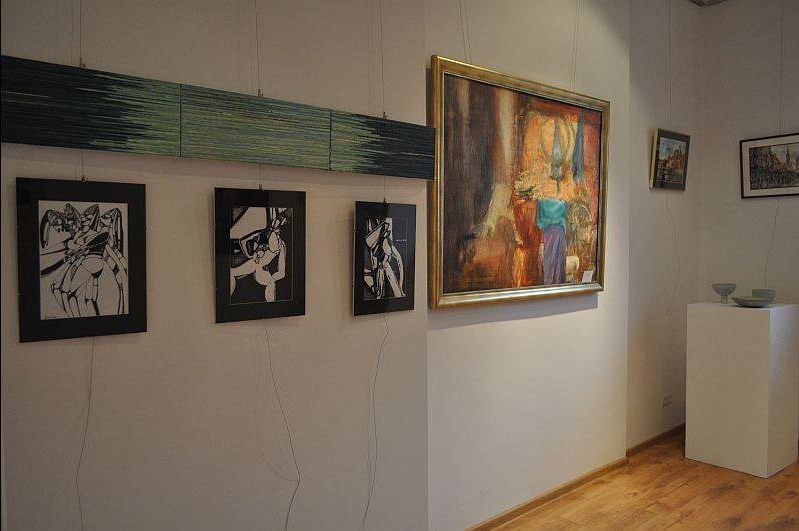
Hanna Ścisłowska, grafiki, wystawa zbiorowa, Galeria Lindenau, Gdańsk, 2014 r.

## Wybrane publikacje
- H. Ścisłowska, Najlepsi Kucharze Gdańscy Polecają, Kucharz Polski, Sopot 1994, UKD 641.5.021[17]
- H. Ścisłowska, O okładkach płytowych Trójmiejskiej Sceny Alternatywnej, Akademia w Mieście, Gdańsk 2020[37]
- H. Ścisłowska, Niezwykłe okładki płyt gramofonowych Trójmiejskiej Sceny Alternatywnej,cz, I i II, Czasopismo Sztuka, Warszawa 2022[38][39]
- H. Ścisłowska, Wizerunek Chrystusa Frasobliwego w twórczości Jędrzeja Wowro, Antoniego Rząsy i Antoniego Toborowicza, [w:] Sensus Historiae. Studia interdyscyplinarne, red. P. Oleksy, M. Studenna-Skrukwa, nr. 3, Bydgoszcz 2022,  ISSN 2082-0860[40]
- H. Ścisłowska, Kościół Matki Bożej Królowej Korony Polskiej. Dzieje, charakterystyka i geneza formy architektonicznej w świetle analizy porównawczej, Łódź 2023 ISBN: 978-83-67527-50-7[27]
- H. Ścisłowska, Chrystus Frasobliwy w drewnianej rzeźbie sakralnej i polskiej rzeźbie ludowej, Łódź 2024, ISBN: 978-83-67959-49-0[28]